# Romano Holtuin
Romano Holtuin (Paramaribo, 4 juni 1990) is een Surinaams voetballer die speelt als aanvaller.

## Carrière
Holtuin speelde van 2013 tot 2017 voor SV Leo Victor, in het seizoen 2013/14 won hij de beker met de club. In 2017 maakte hij de overstap naar Inter Moengotapoe waarmee hij in 2018/19 de dubbel won.
In 2015 speelde hij een interland voor Suriname.

## Erelijst
- Surinaams landskampioen: 2018/19
- Surinaamse voetbalbeker: 2013/14, 2018/19